# Франклін-Сквер (Нью-Йорк)
Франклін-Сквер (англ. Franklin Square) — переписна місцевість (CDP) в США, в окрузі Нассау штату Нью-Йорк. Населення — 30 903 особи (2020).

## Географія
Франклін-Сквер розташований за координатами 40°42′1″ пн. ш. 73°40′39″ зх. д. / 40.70028° пн. ш. 73.67750° зх. д. (40.700181, -73.677487).  За даними Бюро перепису населення США в 2010 році переписна місцевість мала площу 7,45 км², уся площа — суходіл.

## Демографія
Згідно з переписом 2010 року, у переписній місцевості мешкало 29 320 осіб у 9941 домогосподарстві у складі 7569 родин. Густота населення становила 3934 особи/км².  Було 10313 помешкання (1384/км²).
Расовий склад населення:
| - 83,3 % — білих - 7,2 % — азіатів - 3,2 % — чорних або афроамериканців - 0,3 % — корінних американців - 4,0 % — осіб інших рас |

До двох чи більше рас належало 2,0 %. Частка іспаномовних становила 13,3 % від усіх жителів.
За віковим діапазоном населення розподілялося таким чином: 21,2 % — особи молодші 18 років, 61,4 % — особи у віці 18—64 років, 17,4 % — особи у віці 65 років та старші. Медіана віку мешканця становила 42,4 року. На 100 осіб жіночої статі у переписній місцевості припадало 91,1 чоловіків;  на 100 жінок у віці від 18 років та старших — 88,7 чоловіків також старших 18 років.
Середній дохід на одне домашнє господарство  становив 103 846 доларів США (медіана — 96 568), а середній дохід на одну сім'ю — 112 925 доларів (медіана — 102 945). Медіана доходів становила 70 589 доларів для чоловіків та 44 671 долар для жінок. За межею бідності перебувало 5,4 % осіб, у тому числі 4,2 % дітей у віці до 18 років та 5,4 % осіб у віці 65 років та старших.
Цивільне працевлаштоване населення становило 15 065 осіб. Основні галузі зайнятості: освіта, охорона здоров'я та соціальна допомога — 27,7 %, науковці, спеціалісти, менеджери — 10,9 %, роздрібна торгівля — 10,7 %.